# Cyclothone
Cyclothone és un gènere de peixos pertanyent a la família dels gonostomàtids.

## Taxonomia
- Cyclothone acclinidens (Garman, 1899)[2][3]
- Cyclothone alba (Brauer, 1906)[4]
- Cyclothone atraria (Gilbert, 1905)[5]
- Ciclotona de Brauer (Cyclothone braueri) (Jespersen & Tåning, 1926)[6]
- Cyclothone kobayashii (Miya, 1994)[7]
- Cyclothone livida (Brauer, 1902)[8]
- Cyclothone microdon (Günther, 1878)[9]
- Cyclothone obscura (Brauer, 1902)[8][10]
- Cyclothone pacifica (Mukhacheva, 1964)
- Cyclothone pallida (Brauer, 1902)[8][11]
- Cyclothone parapallida (Badcock, 1982)[12][13]
- Cyclothone pseudoacclinidens (Quéro, 1974)[14]
- Cyclothone pseudopallida (Mukhacheva, 1964)[15]
- Cyclothone pygmaea (Jespersen & Tåning, 1926)[6]
- Cyclothone signata (Garman, 1899)[2][16][17][18][19][20][21]